# Endrupholm
 Der er for få eller ingen kildehenvisninger i denne artikel, hvilket er et problem. Du kan hjælpe ved at angive troværdige kilder til de påstande, som fremføres i artiklen.

Endrupholm er en herregård ved Endrup, nord for Bramming.

## Historie
Endrupholm opstod ved, at kong Frederik 2. ønskede at samle sit krongods i Østjylland. Han byttede sig derfor til jorden ved at overdrage Endrupholms jord til adelsmanden Claus Skeel. Parret efterlader sig ingen børn, og Christen Vind køber gården i 1593 af Claus Skeels enke, Mette Vonsfeldt. Under krigene i 1600-tallet undgår Endrupholm at blive afbrændt. Alligevel bliver deres datter, Anne Vind, der har overtaget gården i 1609 sammen med sin mand, Jørgen Krag, nødsaget til at sælge gården til sin søstersøn Erik Krag i 1663 pga. økonomisk nød. Udover mange andre gårde ejer han også Bramming Hovedgård og Kjærgaard. Han efterlader dog en stor gæld til sin enke Vibeke Rosenkrantz. Efter en tur i gældsfængsel, ser hun sig nødsaget til at sælge det sidste af parrets godser – Endrupholm – til forpagteren på Endrupholm, Niels Nielsen, i 1686. Hans søn Stefan Nielsen bliver adlet med navnet Ehrenfeldt. Hans enke, Maren Schultz, var anden gang gift med Christian Hansen Teilman. Godset arvedes af Christian Hansen Teilmans ældste søn fra sit tidligere ægteskab med Christine Marie Reenberg, kaptajn, etatsråd Tøger Reenberg Teilmann, adlet 1751, gift første gang med Margrethe Frantzdatter Benzon, og anden gang med Sophie Amalie von Gersdorff, datter af oberstløjtnant Christopher Frederik von Gersdorff til Riber Kærgård og Margrethe Poulsdatter Rosenørn. I hans tid, mellem 1770-1804 bygges den nuværende hovedbygning. 

Endrupholm forbliver i Teilman slægten frem til 1833. Hvor den sidste Teilman på Endrupholm solgte gården til J. H. Jespersen.  Under hans søn, H. J. Jespersen, ved vi, at der har været en meget stor personalestab på Endrupholm.

I 1774 fortælles det, at maleren Jeppe Stavn overnattede en enkelt nat på Endrupholm, og blev så begejstret, at han blev der til sin død i 1846. Dels som ven af huset, dels som underholdning.  Han arbejdede både med malerier og sten, jern og rav. Han har kreeret Fanøs Landvåben i 1804. 

I slutningen af det 19. århundrede har der været mejeri på gården, inden det gik ind i Endrup Andelsmejeri. Bramming Egnsmuseum er i besiddelse af et stempel fra dette mejeri.
 
Efter skiftende ejere, bliver den i 1912, ligesom Bramming Hovedgård, solgt til Ribe Amts Udstykningsforening. Ud af de 550 tdr. Land forblev de 150 i hovedparcellen, som Christian Oxenvad overtager i 1912. 

I 1919 indretter brødrene J. Lund afholdsrestaurant i hovedbygningen, som drives frem til 1956. Det bliver et populært udflugtssted, og der er et rigt folke- og foreningsliv der. Især skal nævnes Ribe Amts Gymnastiksforenings årlige stævne, hvor der kom mere end 3.000 gymnaster. Årlig ringridning, spejdernes sommerlejre; men også folkedans, dilettant, skydning, danseskole og grundlovsfester. Restaurationen lukkedes efter nægtet spiritusbevilling for tredje gang. Frem til 1963 bliver der drevet landbrug på gården.  Hvorefter man udstykkede yderligere, så der kun er 50 tdr. land tilbage.  Mellem 1965 og 1969 drives der også hotel på gården. Herefter går gården mellem skiftende ejere. I 1987 er der store planer om et kongrescenter, men de går i sig igen.

På trods af fredning har Endrupholm været i stort forfald i det tyvende århundrede; men i starten af 1990’erne overtager Lars Hansen Endrupholm, og laver en omfattende renovering, som bliver præmieret af Bramming Bevaringsfond. 

## Ejerliste
- 1580-1590 Claus Skeel ~ Mette Vonsfelt.
- 1590-1593 Mette Vonsfelt.
- 1593-1605 Christen Vind (Købt af Mette Vonsfeldt, slægtning, bror til Barbara Vind) ~ Margrethe Rantzau.
- 1605-1609 Margrethe Rantzau.
- 1609-1643 Jørgen Krag ~ Anna Vind. (da. Christen Vind og Margrethe Rantzau)
- 1643-1663 Anna Vind.
- 1663-1672 Erik Krag (søstersøn af Anne Vind – køber gården) ~ Vibeke Rosenkrantz.
- 1672-1686 Vibeke Rosenkrantz.
- 1686-1708 Niels Nielsen (forpagter på Endrupholm, købt af Vibeke Rosenkrantz)- Anna Stefansdatter.
- 1708-1717 Anna Stefansdatter.
- 1717-1741 Stefan Nielsen Ehrenfeld (sa. Niels Nielsen og Anne Stefansdatter, opnåede at blive adlet) ~ Maren Schultz.
- 1742-1749 Christian Hansen Teilman ~ Christine Marie Reenberg/Maren Schultz (enke efter Stefan Nielsen Ehrenfeld).
- 1749-1788 Tøger Reenberg de Teilman (sa. Chr. Hansen Teilman) ~ Margrethe von Benzon/Sophie Amalie von Gersdorff.
- 1788-1801 Sophie Amalie von Gersdorff.
- 1801-1827 Thøger de Teilman (sa. Thøger Reenberg de Teilman) ~ Else Hansen.
- 1827-1833 Thøger Reenberg de Teilman (sa. Thøger de Teilman) ~ Hansine Vistesen.
- 1833-1862 A.C.N. Nielsen (købt af Thøger de Teilman)
- 1862-1863 Skifteretten.
- 1863-1882 J.H. Jespersen.
- 1882-1912 H.J. Jespersen. (søn af J.H. Jespersen)
- 1912- Ribe Amts Udstykningsforening. Det meste af godsets jord udstykkes.
- 1912-1916 Christian Oxenvad.
- 1916 Andersen
- 1917-1922 Jens Lund og Jens Iversen Lund.
- 1922-1944 Jens Lund ~ Louise Lund.
- 1944-1963 Magnus Madsen ~ Clara Lund (da. Jens Lund).
- 1963-1964 Bærentzen.
- 1964-1965 Esbjerg Toldkontor – kreditforeningen.
- 1965-1969 Axel Haahr Nielsen.(hotel)
- 1969-1972 Anders Durup.
- 1972-1979 Bent Thomsen Pedersen
- 1979-1986 Kalmargården.
- 1986- Merete Rasmussen.
- 1986-1991 Kreditforeningen Danmark.
- 1991-2001 Lars Hansen (omfattende restaurering)
- 2001- Johan P. Hoffmann